# Burgstall Kirchberg (Eggenfelden)
Der Burgstall Kirchberg bezeichnet eine abgegangene hoch- oder spätmittelalterliche Höhenburg etwa 300 Meter nördlich der Filialkirche St. Michael von Kirchberg, einem heutigen Stadtteil der niederbayerischen Stadt Eggenfelden im Landkreis Rottal-Inn in Bayern bezeichnet. Die Anlage wird als Bodendenkmal unter der Aktennummer  D-2-7542-0004 im Bayernatlas als „Burgstall des hohen oder späten Mittelalters“ geführt.

## Beschreibung
Auf einer Höhe 20 m oberhalb des Talgrundes im „Seichert“ (oberhalb der Häuser Nr. 25, 26, 28) liegt am bewaldeten Osthang des von Norden herkommenden Eisbachtales eine linsenförmige Anlage. Durch einen sichelförmigen Graben ist eine 20 m lange (in Nord-Süd-Richtung) und 14 m breite (in Ost-West-Richtung) nach Westen zu geneigte Fläche abgetrennt., die von einer gesteilten Randböschung begrenzt wird. Der östliche Rand wird durch einen 2 m hohen, bogenförmigen Schildwall abgegrenzt, der ohne Unterbrechung um 3 m zur Sohle des Abschnittsgrabens abfällt. Über diesen führen im Osten und Südosten Erdbrücken aus rezenter Zeit. Am nördlichen Ende der äußeren, 2 m hohen Grabenböschung ist an der Oberkante die Andeutung eines Walls wahrnehmbar. Von der ehemaligen Höhenburganlage, einem ebenerdigen Ansitz, sind noch der Schildwall und der Graben erhalten, die Südspitze ist durch Kiesabbau gestört.